# Teorema de Desargues

En geometría proyectiva, el teorema de Desargues, llamado así en honor al geómetra y arquitecto francés Gérard Desargues (1591-1661) que lo enunció en 1638, expone:
| En el plano proyectivo, dos triángulos son proyectivos desde un punto si y solo si son proyectivos desde una recta. |

Considere los triángulos ABC y DEF. El que los triángulos sean proyectivos desde un punto significa que las rectas AD, BE y CF concurren en un mismo punto O. De modo parecido, el que los triángulos sean proyectivos desde una recta significa que los pares de lados (AB, DE), (BC, EF) y (AC, DF) se cortan respectivamente sobre una misma recta r.
Al punto O se le llama centro de perspectiva y a la recta r, eje de perspectiva.

## Demostración
| Demostración |
| Para demostrar este teorema, considere los planos p y q secantes en la recta r. Sea AB un segmento sobre el plano q y M la intersección de la recta AB con la recta r. Sean S y T dos puntos exteriores a dichos planos. Sean C y D las proyecciones sobre el plano p de los puntos A y B desde el punto S y E y F las proyecciones del mismo segmento AB desde el punto T sobre el plano p. El plano determinado por los puntos SAB corta al plano p sobre la recta CD. El punto M se encuentra sobre el dicho plano, por estar sobre la recta AB y por esta razón M se halla sobre la recta CD. Usando los mismos argumentos, pero considerando ahora el plano TAB, se demuestra que el punto M es común a las rectas AB y EF. Así, las rectas CD y EF se cortan en el mismo punto M sobre la recta r. Sea O la intersección de la recta ST sobre el plano p. El plano STA corta al plano p sobre la recta CE que contiene al punto O. De manera similar, el plano STB corta al plano p en la recta DF que también contiene al punto O. Por tanto, las rectas CE y DF se cortan en dicho punto. De modo que los pares de puntos C, E y D, F son proyectivos desde el punto O. Las rectas CD y EF son proyectivas desde la recta r. El recíproco también es cierto: Si las rectas CD y EF pertenecen al mismo plano p, son proyectivas desde una recta r y los puntos correspondientes C, E y D, F son proyectivos desde un punto O en dicho plano, entonces existe un plano q, secante al plano p en r, una recta AB sobre dicho plano y un par de puntos exteriores a ambos planos desde los cuales la recta AB se proyecta sobre CD y EF, el punto A sobre C y E, y el punto B sobre D y F. En el teorema de Desargues, podemos considerar los triángulos como las proyecciones de un único triángulo sobre algún plano q desde dos puntos distintos S y T. La recta r y el punto O son respectivamente, la intersección del plano q con aquel donde los dos triángulos son proyectivos y la intersección de la recta ST con aquel plano. Los vértices correspondientes en ambos triángulos serán proyectivos desde el punto O y los lados correspondientes de ambos triángulos serán proyectivos desde la recta r. Esto demuestra el teorema. |